# Tyler (Minnesota)
Tyler es una ciudad ubicada en el condado de Lincoln en el estado estadounidense de Minnesota. En el Censo de 2010 tenía una población de 1143 habitantes y una densidad poblacional de 219,78 personas por km².

## Geografía
Tyler se encuentra ubicada en las coordenadas 44°16′45″N 96°8′6″O / 44.27917, -96.13500. Según la Oficina del Censo de los Estados Unidos, Tyler tiene una superficie total de 5.2 km², de la cual 5.09 km² corresponden a tierra firme y (2.04%) 0.11 km² es agua.

## Demografía
Según el censo de 2010, había 1143 personas residiendo en Tyler. La densidad de población era de 219,78 hab./km². De los 1143 habitantes, Tyler estaba compuesto por el 96.94% blancos, el 0.26% eran afroamericanos, el 0.35% eran amerindios, el 0.17% eran asiáticos, el 0% eran isleños del Pacífico, el 1.05% eran de otras razas y el 1.22% pertenecían a dos o más razas. Del total de la población el 2.45% eran hispanos o latinos de cualquier raza.